# Biloxi (Misisipi)
Biloxi es una ciudad estadounidense localizada en el estado de Misisipi, en el condado de Harrison. Es la tercera ciudad más grande de Misisipi, detrás de Jackson y Gulfport.
Perteneció al Imperio español desde 1780 a enero de 1811, cuando fue anexionada al Territorio de Misisipi.

## Geografía
Según la Oficina del Censo, la ciudad tiene un área total de 120.5 km² (46.5 sq mi), de la cual 98.5 km² (38 sq mi) es tierra y 22 km² (8.5 sq mi) (18.27%) es agua.

## Demografía
Según el censo del 2000, su población era de 50.644 habitantes. En 2008 se estima que la población es de 45.670 habitantes.
Los ingresos medios por hogar en la localidad eran de $34.106, y los ingresos medios por familia eran $40.685. Los hombres tenían unos ingresos medios de $28.046 frente a los $21.267 para las mujeres. La renta per cápita para la localidad era de $17.809. Alrededor del 11.2% de las familias y del 14.6% de la población estaban por debajo del umbral de pobreza.

## Educación
Las Escuelas Públicas de Biloxi gestiona escuelas públicas.

## Cultura popular
En esta ciudad transcurren las novelas de John Grisham, El jurado (The Runaway Jury, 1996), El socio (The Partner, 1997), La citación (The Summons, 2002) y El último jurado (The Last Juror, 2004), Los Chicos de Biloxi 2023,  ISBN:
9788401031151,  igualmente esta ciudad fue nombrada al inicio de la película Deadpool 2.
Es la ciudad natal de Matt Barlow, vocalista de la banda de heavy metal llamada Iced Earth.
En esta ciudad murió el escritor John Kennedy Toole.